# Christliche Soziallehre
Christliche Sozialethik (auch Soziallehre, soziale Ethik, Sozialwissenschaft(en), Sozialdoktrin bzw. Gesellschaftsethik, Gesellschaftslehre, selten Gesellschaftswissenschaften) befasst sich mit der ganzen Bandbreite des Zusammenlebens der Menschen. Sie wird als „Wissenschaft von der sittlich-rechtlichen Ordnung der Gesellschaft als Voraussetzung der Selbstverwirklichung des Menschen“ definiert. Als theologische Ethik ist die christliche Sozialethik entweder Teilgebiet der Moraltheologie oder steht neben dieser.
Sozialethik untersucht die gesellschaftlichen und politischen Beziehungen, Strukturen und Normen hinsichtlich allgemeiner Vorstellungen von distributiver, kommutativer und partizipativer Gerechtigkeit und entwickelt Lösungsangebote angesichts bestehender Gerechtigkeitsdefizite. Eines ihrer Hauptziele besteht in der moralischen Urteilsbildung über die soziale Dimension, in der der Mensch lebt, daher ihre zentrale Frage: „Sind gegebene institutionelle Gebilde gerecht?“
In der katholischen Theologie spricht man wegen der lehramtlichen Prägung meist von der katholischen Soziallehre. Im reformierten Protestantismus dominiert mit der calvinistischen Arbeitsethik das Leistungsprinzip.

## Katholische Soziallehre
Die katholische Soziallehre umfasst die Aussagen der römisch-katholischen Kirche zur sozialen Frage und dem menschlichen Zusammenleben im Allgemeinen. Sie verhandelt eine gottgefällige soziale Ordnung zur Sicherstellung eines guten Lebens auf der Basis von Vernunft und göttlicher Offenbarung. Die katholische Soziallehre baut auf den Prinzipien der Personalität, Solidarität und Subsidiarität sowie des Gemeinwohls auf.
Ausgangspunkt der modernen Soziallehre war die Enzyklika Rerum Novarum von Papst Leo XIII. Mit der Zeit wurde sie erneuert und angepasst. So bekannte sich die Kirche zur Demokratie und öffnete ihren Betrachtungshorizont in Richtung globaler Verhältnisse. Mit der Friedensenzyklika Pacem in terris wurde 1963 die Allgemeine Erklärung der Menschenrechte anerkannt. Laudato si’ erweiterte den Gegenstand der Soziallehre in Richtung Umweltethik.
Zahlreiche Sozialverbände unterstützen die Verbreitung der katholischen Soziallehre im wirtschaftlichen, gesellschaftlichen und politischen Bereich, etwa der Bund Katholischer Unternehmer.

## Evangelische Sozialethik
Die evangelische Sozialethik kennt kein kirchliches Lehramt im katholischen Sinn. So ergibt sich aus den gemeinsamen Stellungnahmen zu gesellschaftlichen und politischen Fragen von evangelischen Christen aus deren Glauben heraus dezentral und deskriptiv ein Substrat an gemeinsamen Prinzipien und Aussagen, die die evangelische Sozialethik bilden, wobei die Orientierung am biblischen Gerechtigkeitsbegriff als gemeinsame Grundlage gelten kann.
Die evangelische Theologie hält eine Soziallehre aber nicht mehr mit Hinweis auf die Fortwirkung der Ursünde in allen gesellschaftlichen Sphären für unmöglich. Sie hat also sowohl ihren Quietismus als auch das Bündnis von Thron und Altar verlassen. Vor dem Ende des Ersten Weltkriegs galt der Protestantismus in Deutschland nämlich als strikt monarchistisch, also in diesem Sinne als politisch ungefährlich, im Gegensatz zum Katholizismus wandten sich nur Minderheiten der sozialen Frage und den Problemen der Arbeiterklasse zu.
Wesentlichen Einfluss hatte allerdings eine breite, nicht offiziell kirchlich verfasste Bewegung im Umfeld der Diakonie und der Inneren Mission besonders ab Mitte des 19. Jahrhunderts (Wichern, 1848) auf das soziale Denken in Deutschland und die konkrete sozialpolitische Gestaltung im Kaiserreich (Theodor Lohmann). Es bestanden enge persönliche Verbindungen und Überschneidungen etwa zwischen dem Evangelisch-Sozialen Kongress und dem einflussreichen Verein für Socialpolitik.
Der Begründer des Religiösen Sozialismus in Deutschland war der evangelische Theologe Christoph Blumhardt (1842–1919), in der Schweiz Leonhard Ragaz. Der Schweizer Theologe Karl Barth, wohl der bedeutendste Erneuerer des Protestantismus im 20. Jahrhundert, war Schüler beider Theologen und vertrat Sozialismus als rationale Entscheidung von Christen für ein zeitgemäßes Christuszeugnis. Er wies auch auf Gemeinsamkeiten zwischen der biblischen Verkündigung Jesu Christi und dem Marxismus hin.
Dagegen unterstrich Max Weber in Die protestantische Ethik und der Geist des Kapitalismus den Einfluss evangelischer Sozialethik auf die kapitalistische Gesellschaftsordnung.

## Orthodoxe Sozialdoktrin
Die orthodoxe Sozialdoktrin ist weitaus weniger entwickelt als in den anderen Konfessionen, tritt aber insbesondere seit dem Zusammenbruch des Kommunismus stärker in den Vordergrund. Die Moskauer Bischofssynode veröffentlichte 2000 „Die Grundlagen der Sozialdoktrin der Russisch-Orthodoxen Kirche“. Im Juni 2016 widmete das Panorthodoxe Konzil einer gemeinsamen, orthodoxen Soziallehre das längste Kapitel im Konzilspapier.

## Einfluss auf die Soziale Marktwirtschaft
Die Väter der katholischen Soziallehre wurden von mehreren politischen Richtungen gern zitiert, z. B. Oswald von Nell-Breuning. Unter den heutigen Ordnungsvorstellungen kommt die Soziale Marktwirtschaft ihren Forderungen am nächsten.
Die Grundlagen der Konzeption der Sozialen Marktwirtschaft wurden in der Zeit des NS-Regimes geschaffen. Dabei fallen die engen Bezüge zwischen Kreisen der Bekennenden Kirche und den neuen ordoliberalen Konzeptionen auf (Bonhoeffer, Thielicke, Constantin von Dietze, Lampe, Röpke, Böhm und andere). Von daher kann zu Recht von der Verwurzelung der Sozialen Marktwirtschaft in evangelischen Sozialethik und katholischen Soziallehre gesprochen werden.

## Bedingungsloses Grundeinkommen
Seit den 1980er-Jahren tritt die Katholische Sozialakademie Österreichs (ksoe) für ein bedingungsloses Grundeinkommen ein. Der derzeitige Direktor der ksoe, Markus Schlagnitweit, bezeichnet ein bedingungsloses Grundeinkommen als einen „gesellschafts- und sozialpolitischen Versuch einer Umsetzung der Reich-Gottes-Dynamik“.
In Deutschland hat sich die KAB Köln mit dem Buch „Zur Freiheit berufen“ für die Idee eines bedingungslosen Grundeinkommens ausgesprochen.
Auch verschiedene Aussagen von Papst Franziskus in den Jahren 2020 und 2021 zum universellen Grundeinkommen, das jedem Menschen Zugang zu den grundlegendsten Dingen ermögliche, weisen darauf hin, dass das bedingungslose Grundeinkommen in Zukunft ein Element der katholischen Soziallehre sein wird.